# Martina Wegman
Martina Wegman (Schoorl, 13 juni 1989) is een Nederlands wildwater kanovaarster, gespecialiseerd in K1 slalom en extreme K1 slalom. Sinds 2014 komt ze voor Nederland uit tijdens internationale wedstrijden. Wegman won zilver tijdens de wereldkampioenschappen kanoslalom 2018 en goud tijdens de wereldbeker kanoslalom 2019 op het onderdeel extreme K1. In 2019 plaatste ze zich voor het onderdeel K1 slalom op de Olympische Spelen in Tokio, waar ze de finale bereikte en op de zevende plaats eindigde.

## Palmares
- 2018:  Wereldbeker extreme K1 in het Eiskanal, Augsburg
- 2018:  WK extreme K1 in het Estádio Olímpico de Canoagem Slalom, Rio de Janeiro
- 2019:  Wereldbeker extreme K1 in de wildwaterbaan van Tacen (Slovenië)
- 2022: 7e WK K1 in Augsburg
- 2023: 4e WK K1 in Londen